# Santa Cruz Analquito
Santa Cruz Analquito es un distrito del municipio de Cuscatlán Sur en el departamento de Cuscatlán, El Salvador. Según el censo oficial de 2024, tiene una población de 2.409 habitantes.

## Historia
La mención más temprana de esta localidad se encuentra en una ley de 1841, donde se menciona a la aldea de Analquito como un cantón electoral. 
En el informe de mejoras materiales del departamento de La Paz hecho en el 16 de mayo de 1854, el gobernador José Rafael Molina tomó nota de que la corporación de Analquito había enladrillado el atrio y repellado la pared de la iglesia, había hecho 30 varas de pared en el camposanto a la que se le puso puerta con llave y segura, en la casa cabildo mandó poner una ventana nueva de que carecía, había hecho enladrillar la sala municipal y dividirla con una baranda de madera torneada con su aldaba para que la autoridad pueda administrar justicia, también compraron un tambor para el servicio del cabildo según se acostumbraba en muchos pueblos.
Para 1855, Isidro Menéndez, en su "Recopilación de las Leyes Patrias", lo menciona como municipio del distrito de Olocuilta. Por Acuerdo Ejecutivo de 21 de agosto de 1875, el pueblo de Analquito fue segregado de esa demarcación e incorporado al distrito de Cojutepeque, Cuscatlán. 
Para enero de 1888, el gobernador José María Rivas informó que se había dado principio a la construcción de una Iglesia cuyas medidas eran de 25 varas de longitud por 14 de latitud, su artesonado ya estaba para concluirse; además se había reparado la cárcel.
En 1890 la localidad tenía 900 habitantes.

## Información general
El distrito cubre un área de 11,81 km² y la cabecera tiene una altitud de 630 m s. n. m. El topónimo es un diminutivo españolizado de la voz náhuat Analco que significa "Lugar al otro lado del agua". Las fiestas patronales se celebran en el mes de mayo en honor a la Santa Cruz.